# Stari Grad (Sarajevo)
Pour les articles homonymes, voir Stari Grad.

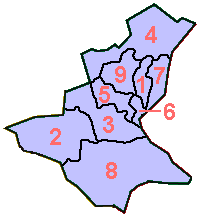
Canton de Sarajevo : Stari Grad correspond au n°7.

Stari Grad (en cryillique : Стари Град) est une municipalité de Bosnie-Herzégovine située dans le canton de Sarajevo et dans la fédération de Bosnie-et-Herzégovine. Selon les premiers résultats du recensement bosnien de 2013, elle compte 38 911 habitants, dont 38 254 pour la partie urbaine de la municipalité.
La municipalité de Stari Grad est l'une des quatre municipalités formant la Ville de Sarajevo proprement dite. Elle constitue la partie la plus ancienne de la capitale bosnienne, avec comme centre la Baščaršija, le marché de la vieille ville créé par les Ottomans au XVe siècle. On y trouve de nombreux hôtels et des monuments anciens comme la mosquée de Gazi Husrev-bey, la mosquée impériale ou encore la cathédrale catholique du Cœur-de-Jésus.

## Localisation
Le canton de Sarajevo se compose des subdivisions suivantes (voir carte) :
- Ville de Sarajevo (1, 5, 6, 7)
  - Centar (59.238 habitants, code 1),
  - Novi Grad (124.471, 5),
  - Novo Sarajevo (68.802, 6),
  - Stari Grad (38.911, 7),
- Hadžići (24.979, 2) et ses 62 localités,
- Ilidža (71.892, 3) dont une partie de Sarajevo et 11 autres localités "péri-urbaines",
- Ilijaš (20.504, 4) et ses 74 localités,
- Trnovo (1.830, 8) et ses 55 localités,
- Vogošća (27.816, 9) et ses 21 localités.

## Histoire
Après la guerre de Bosnie-Herzégovine et à la suite des accords de Dayton (1995), une partie des localités rattachées à la municipalité ont été réunies pour former la nouvelle municipalité d'Istočni Stari Grad, intégrée à la république serbe de Bosnie.

## Localités
En plus d'une partie de Sarajevo, la municipalité compte 7 localités, extra-urbaines, au nord, rive droite, au-delà de Vratnik et Sedrenik :
- Barice
- Donje Biosko
- Faletići
- Gornje Biosko
- Hreša
- Močioci
- Vučja Luka

Les 16 quartiers suivants de Sarajevo forment la partie urbaine de Stari Grad
1. Babića Bašča (bs), rive droite, à côté de Baščaršija, mais comprenant Alifakovac sur la rive gauche, avec son cimetière musulman,
2. Baščaršija, rive droite, vieille ville ottomane,
3. Bistrik (bs), rive gauche, traversé par la M5,
4. Ferhadija, rive droite,
5. Hrid-Jarčedoli (bs), rive gauche, derrière Bistrik, zone vallonnée, espaces verts, M5,
6. Kovači (Stari Grad) (bs), rive droite, entre Baščaršija et Vratnik, cimetière de Kovači, musée Alija-Izetbegović,
7. Logavina (bs), rive droite, zone vallonnée, musée de l'Enfance en temps de guerre, maison Svrzo,
8. Mahmutovac (bs), rive gauche, au-dessus de la M5,
9. Medrese (Stari Grad) (bs), rive droite, juste au nord de Vratnik,
10. Mjedenica (bs), rive gauche : synagogue de Sarajevo (1902),
11. Mošćanica (Stari Grad) (bs), rive droite, au nord-est de Vratnik,
12. Sedrenik (bs), rive droite, derrière Vratnik : petite tour (dans le parc commémoratif Grdonj), grande tour Vrelo Sedrenik (construite selon le projet de Jaroslav Černi), tour Panjina, deux fontaines (Sedrenik et Zmajevac), école Mula Mustafa Baseski,
13. Sumbuluša (bs), rive droite, au nord de Vratnik,
14. Širokača (bs), rive gauche, au sud de la M5, entre Soukbunar et Hrid,
15. Toka–Džeka (bs), rive gauche, au sud de la M5,
16. Vratnik (bs), forteresse de Vratnik, rive droite, pointe extrême est de la vieille ville, en direction du pont des chèvres.

## Démographie

### Évolution historique de la population dans la municipalité
| 1971    | 1981   | 1991   | 2013   |
| ------- | ------ | ------ | ------ |
| 126 598 | 56 181 | 50 744 | 38 911 |

### Répartition de la population par nationalités dans la municipalité (1991)
En 1991, sur un total de 50 744 habitants, la population se répartissait de la manière suivante :

## Politique
À la suite des élections locales de 2012, les 31 sièges de l'assemblée municipale se répartissaient de la manière suivante :
| Parti                                                               | Sièges |
| ------------------------------------------------------------------- | ------ |
| Alliance pour un meilleur avenir de la Bosnie-Herzégovine (SBB BiH) | 8      |
| Parti d'action démocratique (SDA)                                   | 7      |
| Parti social-démocrate (SDP)                                        | 5      |
| Union sociale-démocrate de Bosnie-Herzégovine (SDU BiH)             | 3      |
| Parti démocratique bosniaque--Sefer Halilović (BPS)                 | 2      |
| Parti pour la Bosnie-Herzégovine (SBiH)                             | 2      |
| Notre parti (NS)                                                    | 2      |
| Liste indépendante « Pour ma ville »                                | 1      |
| Parti libéral-démocrate de Bosnie-et-Herzégovine (LDS BiH)          | 1      |

Ibrahim Hadžibajrić, membre de l'Alliance pour un meilleur avenir de la Bosnie-Herzégovine (SBB BiH), a été élu maire de la municipalité.

## Jumelages
La municipalité de Stari Grad est jumelée avec :
- Fatih (Turquie) depuis 1990
- Castagneto Carducci (Italie) depuis 1997
- Karamürsel (Turquie) depuis 2006
- Osmangazi (Turquie) depuis 2007
- Bosanska Krupa (Bosnie-Herzégovine) depuis 2007
- Ulcinj (Monténégro) depuis 2009
- Kepez (Turquie) depuis 2009
- Budva (Monténégro) depuis 2009
- Silivri (Turquie) depuis 2010
- Maribor (Slovénie) depuis 2010
- Krujë (Albanie) depuis 2010
- Peć (Kosovo) depuis 2010
- Karpoch (Macédoine du Nord) depuis 2011
- Selçuklu (Turquie) depuis 2011
- Kragujevac (Serbie) depuis 2012
- Ümraniye (Turquie) depuis 2013
- Mamak (Turquie) depuis 2013
- Ohrid (Macédoine du Nord) depuis 2013
- Gostivar (Macédoine du Nord) depuis 2013
- Makarska (Croatie) depuis 2015
- Olovo (Bosnie-Herzégovine) depuis 2016
- Mehmetçik (Chypre) depuis 2016
- 12e arrondissement de Téhéran (Iran) depuis 2017
- Alekseïevski (Russie) depuis 2017
- Stari grad (Serbie) depuis 2017